# フェンノボイマ
フェンノボイマ(フィンランド語: Fennovoima Oy)はE.ONとフィンランドの電力産業企業の協会が保有するフィンランドの原子力企業。E.ONが34%を保有し、Voimaosakeyhtiö SFが66%を保有する。 Voimaosakeyhtiö SFは69人の株主からなる。
同社は現在いかなる原子力施設も保有していないが、ピュハヨキに原子炉の建設を計画している。2010年4月21日、フィンランド政府はフェンノボイマに原子炉建設のための許可を承諾することを原則的に決定した
。決定は2010年7月1日に議会で承認された。計画されている原子炉はEPRとABWRで、40億から60億ユーロが必要とされる。アレバと東芝が入札に招待されている。

## 註
1. ↑  “Fennovoima Oy”. Business Information System.  Helsinki:  The National Board of Patents and Registration and the Tax Administration, Finland. 2012年3月29日時点のオリジナルよりアーカイブ。2011年10月5日閲覧。
2. ↑  “Fennovoima Oy. Yhtiöjärjestys” (PDF) [Fennovoima Ltd. Articles of Association] (Finnish). Ydinvoimalaitoksen periaatepäätöshakemus.  Helsinki:  Fennovoima Oy. p. 22 (2008年12月1日). 2011年10月5日閲覧。 “Yhtiön toiminimi on Fennovoima Oy, ruotsiksi Fennovoima Ab ja englanniksi Fennovoima Ltd. [The trade name of the company is Fennovoima Oy, in Swedish Fennovoima Ab, and in English Fennovoima Ltd.]”
3. 1 2  
“Plans and partners develop for Fennovoima”. World Nuclear News. (2010年12月21日) 2011年1月17日閲覧。
4. ↑  “New nuclear reactor to be built at Pyhäjoki”. YLE News.  Helsinki:  Yleisradio Oy (2011年10月5日). 2011年10月5日閲覧。
5. ↑  
“Two out of three for Finland”. World Nuclear News. (2010年4月21日) 2010年5月1日閲覧。
6. ↑  
“Finnish government says yes to TVO and Fennovoima”. Nuclear Engineering International (Global Trade Media). (2010年4月21日).  オリジナルの2011年6月13日時点におけるアーカイブ。 2010年5月1日閲覧。
7. ↑  
“Finland approves nuclear power license to Fennovoima”. World Construction Industry Network. (2010年5月7日) 2010年5月7日閲覧。
8. ↑  
Kinnunen, Terhi (2010年7月1日). “Finnish parliament agrees plans for two reactors”. Reuters 2010年7月2日閲覧。
9. ↑  
Kinnunen, Terhi (2011年10月5日). “Finland names 1st nuclear site after Fukushima”. Reuters 2011年10月5日閲覧。